# Astrid Schirmer
Astrid Schirmer' (n. 8 de novembro de 1942) é uma soprano de ópera e professora acadêmica alemã. Ela cantou principalmente peças dramáticas de grandes casas alemãs de ópera e atuou no Festival de Bayreuth.

## Carreira
Schirmer estudou voz na hochschule für musik de Berlim com Johanna Rakow e Elisabeth Grümmer. Em 1967 ela fez a sua estreia no Landestheater Coburg, como Senta em Wagner, Der fliegende Holländer. Ela era um membro da Staatsoper de Hannover, a Essen Ópera e a Nationaltheater Mannheim.
As suas funções eram, na sua maioria parte principais como uma soprano dramática, como Leonore em Beethoven, Fidelio e Wagner Sieglinde em Morrer Valkyrie, Brünnhilde em Siegfried, e Isabel e Vênus em Tannhäuser. Ela também apareceu em óperas de Verdi, no papel-título de Aida, como Amelia em Un ballo in maschera, e como Leonore em La forza del destino. Ela cantou os papéis de título de Ariadne auf Naxos e Arabella por Richard Strauss, e de Puccini, Tosca e Turandot. Na Companhia de Hannover, ela apareceu como a Senhorita Wingrave em Britten Owen Wingrave, realizado por George Alexander Albrecht, com Gerhard Faulstich no papel-título. Uma cantora versátil, ela também apareceu como Dona Anna de Mozart Don Giovanni, Santuzza em Mascagni da Cavalleria rusticana, de Bess de Gershwin Porgy and Bess, e da Senhora Ondas em Britten Albert Herring. Ela também cantou em concertos e oratórios.
Schirmer cantou como um convidado em grandes casas de ópera na Alemanha, como o Ópera Alemã de Berlim, a Ópera Alemã de Rhein, a Casa de Ópera de Frankfurt, a Ópera de Colónia e Ópera Estatal de Stuttgart. Ela se apresentou no Grande Teatro do Liceu, em Barcelona, e da Ópera de Zurique.
Ela apareceu no Festival de Bayreuth, em 1977, como Ortlinde em Wagner, Die Valkyrie, e, em 1978, na mesma obra em que a melhor parte de Sieglinde. Ambas as performances foram parte da produção Jahrhundertring, encenada por Patrice Chéreau e conduzida por Pierre Boulez.
Schirmer foi agraciada com o título de Kammersängerin em Mannheim, em 7 de julho de 1981, juntamente com Michael Davidson e Franz Mazura. Ela é professora de voz no Musikhochschule Hannover. Entre os seus alunos estava Daniel Eggert.